# Saint-Martin-de-Beauville
 Saint-Martin-de-Beauville  là một xã của tỉnh Lot-et-Garonne, thuộc vùng Nouvelle-Aquitaine, tây nam nước Pháp.